# David Baszucki
David Brent Baszucki (Canadá, 20 de enero de 1963), también conocido por su antiguo nombre de usuario de Roblox builderman, un empresario, ingeniero en software e inventor estadounidense nacido en Canadá. Es el cofundador (junto con Erik Cassel) y CEO de Roblox Corporation. Anteriormente se desempeñó como CEO de Knowledge Revolution, que fue adquirida por MSC Software en diciembre de 1998.
Fue nombrado uno de los 100 empresarios más fascinantes de 2017, 2018 y 2019 por Goldman Sachs.

## Biografía
Estudió ingeniería eléctrica y ciencias de la computación en la Universidad Stanford en Palo Alto, California.
Antes de ayudar a fundar Roblox Corporation, fundó junto a su hermano Greg Baszucki la ya desaparecida empresa Knowledge Revolution a finales de la década de 1980. En Knowledge Revolution, David ayudó a crear un simulador de física llamado Interactive Physics, que vendió más tarde millones de copias y del cual Roblox fue inspirado. El software de Interactive Physics incorporó partes, articulaciones de cuerdas y resortes.
Después de que Knowledge Revolution fuese comprada por MSC Software, David se desempeñó en varios cargos, como vicepresidente y gerente general de MSC Software de 2000 a 2002. David dejó la compañía para establecer la firma de padrinos inversores Baszucki & Associates, que dirigió de 2003 a 2004. Como inversor, le proveyó financiamiento inicial al servicio de red social Friendster.
David Baszucki, junto con Erik Cassel (quien trabajó como vicepresidente de ingeniería de David para Interactive Physics), comenzó a trabajar en 2003 en un prototipo de Roblox. Nombres alternativos como Dynablocks fueron considerados.
La primera versión del sitio web con el nombre Roblox fue lanzada en 2004. El sitio web para el juego multijugador en línea fue lanzando oficialmente en septiembre de 2006.

## Vida personal
Baszucki vive en el área de la Bahía de San Francisco con su esposa, la novelista Jan Ellison, y sus cuatro hijos.